# مونتي سوب
مونتي كب سوب (بالإنجليزية: Billy Gunn) (بالإنجليزية
Monty Kip Sopp) (ولد 11 نوفمبر، 1963) هو مصارع أمريكي محترف يعرف أكثر بالاسم «باد اس بيلي غن» عندما كان يلعب في منظمة وورلد ريسلينغ فيدرايشن/إنترتاينمينت خلال الأعوام 1993 حتى 2004. كما يعرف بالاسم «كب جيمس» عندما كان يلعب في منظمة توتال نونستوب أكشن ريسلينغ (تي إن إيه) خلال الأعوام 2005 وحتى 2009. سوب عمل حاليًا كمدرب في منظمة دبليو دبليو إي التطويرية إن إكس تي ريسلينغ.
حقق سوب في الدبليو دبليو إي بطولة دبليو دبليو إي القارات مرة واحدة وبطولة دبليو دبليو إي هاردكور مرتين. ولكنه وجد نجاحا عظيما عندما لعب في الفرق الثنائية. حيث حقق بطولة دبليو دبليو إي العالمية للفرق الثنائية عشر مرات. كما كان أيضا الفائز بدورة كنغ أوف رينغ عام 1999.

## المسيرة في مصارعة المحترفين

### وورلد ريسلينغ فيدرايشن/إنترتاينمينت (1993-2004)

#### ذا سموكن غنس (1993-1996)

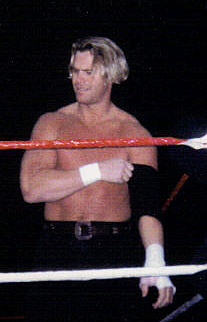
بيلي غن عندما كان يلعب في فريق ذا سموكن غنس عام 1996.

عندما انضم سوب إلى منظمة وورلد ريسلينغ فيدرايشن عام 1993، بدأ يلعب باسم بيلي غن كما تعاون مع شقيقه على الشاشة بارت غن. حيث كان اسم فريقهم ذا سموكن غنس. في بدايات عام 1995، ربح فريق ذا سموكن غنس بطولة دبليو دبليو إف للفرق الثنائية من بوب هولي و1 2 3 كد. وحملوا البطولة حتى راسلمينيا إكس اي. عندما هزموا من قبل فريق أوين هارت ويوكوزونا. وربحوا البطولة مرة ثانية في سبتمبر 1995.
في 15 فبراير، 1996، اضطر فريق ذا سموكن غنس عن التخلي عن الألقاب بسبب إصابة غن في رقبته وحاجته إلى عملية جراحية في الرقبة. وبعد عودته من الإصابة، ربح فريق ذا سموكن غنس الألقاب للمرة الثالثة بفوزه على فريق غدونس. بعد المباراة، انقلبت مديرة فريق غدونس سني على فريقها وساعدت فريق ذا سموكن غنس. بعدها بدأت سني علاقة مع بيلي غن على الشاشة. في سبتمبر، فقد فريق غنس البطولة لصالح فريق أوين هارت وذا بريتش بولوغ. وبعد المباراة، تخلت سني عن غن وقالت أنها سوف تدير الفريق الحامل للبطولة فقط. وبسبب ذلك، أصيب بيلي بالإحباط من فقدان سني والبطولة وأنهى فريقه مع أخيه.

#### نيو إيج أوت لاوس ودي-جنرايشن إكس (1997-1998)

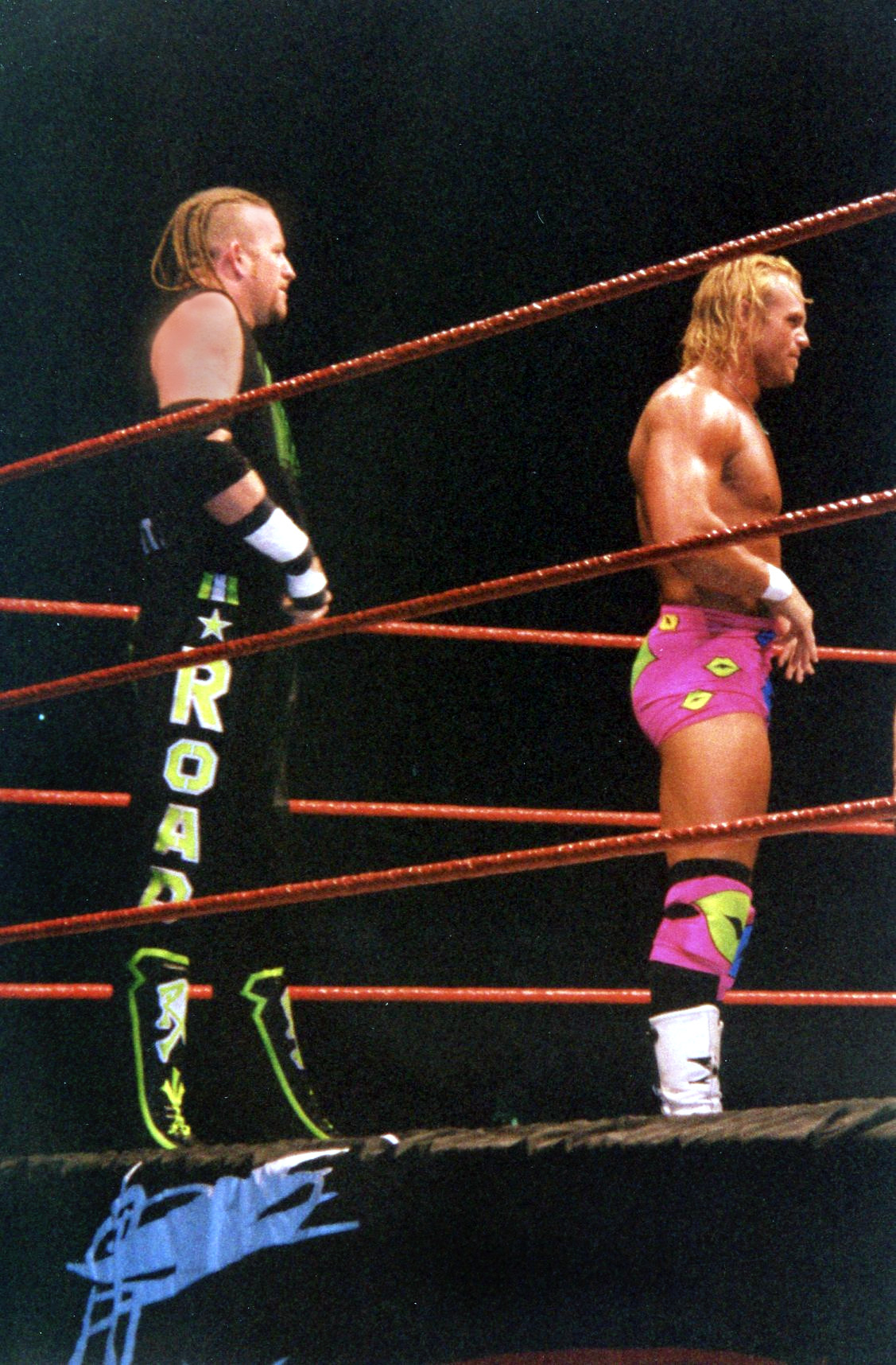
"مستر آس" بيلي غن (يمين) مع رود دوغ عام 1999.

بعد انتهاء عداوته مع أخيه، غير بيلي غن شخصيته إلى روكابيلي وأصبح رفيقا لهونكي تونك مان. كما كانت لديه عداوة قصيرة مع "ذا ريل دبل جاي" جيسي جيمس في برنامج دبليو دبليو إف شوتغن ساترداي نايت. ثم أدرك جيمس وغن أن مسيرتهم تسير على غير هدى. واقترح عليه أن يصبحوا فريقا ثنائيًا. وهو ما وافق عليه سوب وحطموا الغيتار فوق رأس هونكي تونك مان.
ظهر غن وجيمس باسماء جديدة، حيث لقب جيسي جيمس نفسه بـ"رود دوغ" ولقب غن نفسه بـ"بادد آس" وأصبح اسم فريقهم هو نيو إيج أوت لاوس. وكان هذا الفريق الجديد أهم علامات موقف الدبليو دبليو إف الجديد حيث كانوا يمتازون بـ"الصراخ، الابتذال، والغرور. حيث ارتفع الفريق إلى أعلى قمم الفرق الثنائية وفازوا ببطولة دبليو دبليو إف العالمية للفرق الثنائية من ليجون أوف دوم في 24 نوفمبر. كما فازوا على ليجون أوف دوم في مباراة إعادة في إن يور هاوس: د-جنرايشن إكس.
بدأ فريق نيو إيج أوت لاوس بالتحالف مع فريق دي-جينرايشن إكس الذين أعجبهم فريق نيو إيج أوت لاوس. في رويال رامبل، تدخل فريق نيو إيج أوت لاوس في مباراة كاسكيت ماتش بين الأندرتيكر وشون مايكلز، حيث ساعدوا مايكلز على هزيمة أندرتيكر. في نيو اواي أوت فروم تكساس، لعب نيو إيج أوت لاوس وتريبل إتش وسافيو فيغا (الذي حل محل المصاب شون مايكلز) لمواجهة تشنساو تشارلي، وكاكتس جاك، وأوين هارت، وستون كولد ستيف أوستن. حيث خسروا. وفي 2 فبراير، أمسك نيو إيج أوت لاوس بتشنساو تشارلي وكاكتس جاك في صندوق قمامة ورموهم من فوق خشبة المسرح. وأدى ذلك إلى مباراة القمامة «دمبستر ماتش» في راسلمينيا إكس اي في. حيث فاز كاكتس جاك وتشنساو تشارلي على نيو إيج أوت لاوس ليربحوا بطولة الفرق منهم. بعدها بليلة في دبليو دبليو إي رو، استطاع فريق نيو إيج أوت لاو أن يهزم كاكتس جاك وتشنساو تشارلي ليبرحوا بطولة دبليو دبليو إف للفرق الثنائية للمرة الثانية في مباراة ستيل كيج وذلك بمساعدة تريبل إتش، تشاينا، وإكس باك. وبعد المباراة، أصبح فريق نيو إيج أوت لاوس رسميا أعضاء في فريق دي-جينرايشن إكس.
بعد انضمامهم إلى دي إكس، دافع فريق نيو إيج أوت لاوس عن بطولة الفرق أمام فريق ليجون أوف دوم عام 2000 في أنفورغيفن. بدأ فريق دي إكس عداوة مع أوين هارت وفريق ذا نايشن. في أوفر ا إيدج، خسر نيو إيج أوت لاوس وتريبل إتش مباراتهم أمام أوين هارت، كاما مصطفى، ودلو برون في مباراة ستة مصارعين «ثلاثة ضد ثلاثة». كما حافظ فريق نيو إيج أوت لاوس عن ألقابهم بنجاح ضد فريق ذا نيو ميدنايت إكسبريس (بومباستيك بوب وبوديكيوس بارت) في كنغ أوف رينغ 1998.
بعدها، بدأ فريق نيو إيج أوت لاوس عداوة مع كين ومانكايند. في سمرسلام، حيث واجه مانكايند فريق نيو إيج أوت لاوس وحده بعد أن غاب كين. واستطاع نيو إيج أوت لاوس أن يهزم مانكايند ليربحوا بطولة دبليو دبليو إف للفرق الثنائية للمرة الثالثة. ثم ساعد فريق نيو إيج أوت لاوس اكس باك في عداوته مع جيف جاريت وساوثرن جيتيس في ديسمبر فقد فريق نيو إيج أوت لاوس ألقاب الفرق إلى بيغ بوس مان وكين شامروك من فريق ذا كروبرياشن.

#### مصارع فردي (1999)
ثم بدأ فريق نيو إيج أوت لاوس في التركيز أكثر على المباريات الفردية. حيث فاز رفيقه رود دوغ ببطولة الهاردكور في ديسمبر 1998. وبدأ غن يضع نصب عينيه على بطولة القارات. حيث حاول غن أن يفوز ببطولة القارات من كين شامروك في رويال رامبل 1999 إلا أنه لم يكن موفقا. كما حكم غن مباراة بطولة القارت بين كين شامروك وفال فينيس المقبل في ست. فالنتاين داي مسكر. حيث قام غن بالعد السريع أعلن فينيس البطل الجديد قبل يهاجم كلا الرجلين.
في مارس، فاز غن ببطولة الهاردكور من هاردكور هولي. وفي راسلمينيا إكس في، خسر غن اللقب لهولي في مباراة ثلاثية ضمت ال سنو. لعب فريق نيو إيج أوت لاوس مباراة أمام جيف جاريت وأوين هارت في باكلاش حيث هزموهم. وبعد باكلاش، ترك غن فريق دي-جينرايشن إكس وتحالف مع تريبل إتش وتشاينا. كما أصبح يعرف بـ«مستر.آس». وهزم شريكه السابق ذا رود دوغ أقيمت في أوفر ذا إيدج. ثم فاز بدورة كنغ أوف رينغ عام 1999 عندما هزم على كين شامروك، وكين، وحليفه السابق اكس باك. وبعد دورة كنغ أوف رينغ، بدأ غن، وتريبل إتش، وتشاينا عداوة مع إكس باك وذا رود دوغ على حقوق اسم دي-جينرايشن إكس. وانتهت العداوة في فولي لوديد عندما هزم غن وتشاينا كلا من رود دوغ وإكس باك.
غن ثم بدأ عداء مع ذا روك. في سمرسلام، فاز ذا روك على غن في مباراة «كيس ماي آس ماتش».

#### إعادة فريق نيو إيج أوت لاوس ودي-إكس (1999-2000)
ثم بدأ غن عداوة قصيرة مع جيف جاريت على لقب بطولة القارات قبل اأن يعيد تكوين فريقه مع رود دوغو فاز فريقهم ببطولة الفرق للمرة الرابعة عندما فازوا على فريق ذا روك إن سوك كونيكشن في سبتمبر1999. وبعد أن دافعوا عن اللقب أمام إيدج وكريستيان، وهاردكور هولي وكراش هولي، وإيه بي إيه، أعاد فريق نيو إيج أوتلاوس تحالفهم مع اكس باك وتريبل إتش ليعيدوا تكوين فريق دي إكس. كما بدأو عداوة مع ستون كولد ستيف أوستن، وذا روك، وكين، ومانكايند، وشين مكمان، وفينس مكمان. وأثناء ذلك، فاز فريق نيو إيج أوت لاوس ببطولة دبليو دبليو إف للفرق الثنائية للمرة الخامسة والأخيرة بعد أن تغلبوا على مانكايند وال سنو.
في رويال رامبل 2000، استطاع فريق نيو إيج أوت لاوس أن يحافظ على البطولة أمام فريق إيه بي إيه بسبب مساعدة إكس باك لهم. وبدأو عداوة مع دادلي بويز، الذي الذي ربح بطولة الفرق منهم في نو واي أوت. وبعد أن تعرض غن لإصابة أثناء مباراة مع دادلي بويز، قام فريق دي-جينرايشن إكس بطرده من الفريق بسبب «خسارته لجاذبيته». ثم غاب غن لفترة بسبب إصابة ذراعه قبل أن يعود في وقت لاحق من تلك السنة.

#### ذا ون" بيلي غن
عاد غن من الإصابة في أكتوبر وانضم إلى تشاينا في عداوتها مع فريق «رايت تو كينسور». حيث اراد الفريق أن يمنع بيلي غن من استخدام كلمة «آس». في نو ميرسي، خسر بيلي غن وتشاينا أمام أعضاء فريق رايت تو كينسور ستيفن ريتشاردز وفال فينيس. ونظرا لوجود شرط قبل المباراة، لم يعد غن قادرا على استخدام اسم «مستر.آس» وبدأ يسمي نفسه بيلي ج لبضعة اسابيع قبل أن يلقب نفسه بـ«ذا ون» بيلي غن. وبدأ عداوة مع إيدي غوريرو وبقية أعضاء فريق راديكالز. في سرفايفور سيريس، خسر غن و"رود دوغ" جيسي جيمس وتشاينا وكي- كويك أمام فريق راديكالز. بعدها بأسابيع في سماكداون!، ربح غن بطولة القارات من إيدي غوريرو. إلا أنه حمل البطولة لفترة قصيرة. حيث خسرها لصالح كريس بينوا في حدث ارماغيدون.
بعد انتهاء عداوته مع بينوا، تدخل غن في مباراة بطولة الهاردكور التي أقيمت في حدث نو واي أوت. حيث استفاد من المادة 24 / 7 وثبت رايفن. إلا أنه خسر البطولة بعدها بدقائق عندما ثبته رايفن. وبقي غن يتصارع في قسم الهادكور حتى يونيو عندما تحول إلى شرير. ثم بدأ عداوة قصيرة قصيرة مع الفائز في دورة كنغ أوف رينغ لعام 2002 «إيدج». بعد انتهاء العداوة، شكل غن فريقا زوجيا مع بيغ شو. وبناء على طلب بيغ شو، أصبح اسم الفريق «شو غنس». في حدث إنفيجن، خسر فريق شوغنس وألبرت أمام شون ستاتيك وهوغ موريس وكريس كانيون. وانتهى فريق شوغنس وبدأ غن عداوات مع مصارعي إنفيجن.

#### بيلي وتشك (2001-2002)
في مباراة جرت عام 2001 في قسم دبليو دبليو إي صندي نايت هيت، قام تشك بالومبو، الذي ترك مؤخرا فريق ذا اليناس للانضمام إلى دبليو دبليو إف بهزيمة بيلي غن. بعد المباراة، اقترح غن على بالمبو تشكيل فريق زوجي ووافق بالمبو. وأصبح فريقهم بعدها من أقوى فرق الزوجي في تلك الفترة. حيث كانت كانوا محبوبين ولكنهم سرعان ما تحولوا إلى مكروهين عندما كانوا يهتمون ببعضهم البعض أكثر فأكثر وكأنهم مثليين جنسيا.
في فبراير، 2002، فاز بيلي وتشاك على سبايك دادلي وتازز ليربحوا بطولة دبليو دبليو إي العالمية للفرق الثنائية منهم. حيث كانت تلك المرة الأولى لهم كفريق. وبعد الفوز بالبطولة، قام تشاك وبيلي بالعثور على مصمم أزياء خاص اسمه ريكو. في راسلمينيا إكس8، استطاع فريق بيلي وتشك أن يحافظوا على بطولتهم في مباراة إزالة رباعية اقيمت بينهم وبين فريق إيه بي إيه وذا هاردي بويز وذا دودلي بويز. كما هزموا ال سنو ومايفن في باكلاش ليحافظوا على البطولة وبدأوا عداوة مع ريكيشي. وفي حدث جدجمنت داي، ربح ريكيشي وريكو (المصارع الغامض الذي اختاره السيد مكمان لمواجهة فريق بيلي وتشك) المباراة بعد أن قام ريكو بضرب تشك بحركة روندهاوس كيك عن طريق الخطأ. غير أن بيلي وتشك فازوا بالبطولة مرة أخرى بعد أسبوعين في سماكداون! بمساعدة ريكو. وحملوا البطولة لمدة شهر تقريبا قبل أن يخسروها لصالح هولك هوغان وإيدج.
في وقت لاحق من ذلك الصيف، خسر غن مباراة أمام راي مستيريو وقام تشك بتقديم خاتم زواج لبيلي وطلب منه أن يكون زوجه إلى الأبد. وهو ما وافق عليه غن. وفي حلقة 12 سبتمبر من سماكداون!، تم عمل حفل زواج لبيلي وتشاك. ومع ذلك، وقبل إتمام المراسم، وقالوا أنهم يمزحون وأنهم ليسوا مثليين وإنما أصدقاء فقط. مما جعل القس يخلع قناعه الجلدي ليتبين أنه مدير عام راو ايريك بيشوف. قام بيشوف باستدعاء فريق ثري مينتيس ليضربوا بيلي وتشاك. كما غضب ريكو على بيلي وتشك بسبب عدم شذوذهم وأصبح مديرا لفريق ثري مينيتس وانتقل إلى راو. مما جعل بيلي وتشك يصبحون محبوبين. بعدها في أنفورغيفن، فاز فريق ثري مينيتس على بيلي وتشك. ولعبوا اخر مباراة لهم كفريق في سماكداون! في الدور الأول من دورة بطولة دبليو دبليو إي للفرق الثنائية عندما خسروا مباراة لصالح فريق رون سيمونس وريفيرند د-يفون. بعدها، غاب سوب بضعة أشهر بسبب إصابة في الكتف وانتهى فريقه مع تشك بهدوء.

#### العودة للمباريات الفردية والمغادرة (2003-2004)
بعد عودته في صيف عام 2003، عاد غن لاستخدام اسم «مستر.آس» حيث أصبحت توري ويلسون مديرته الجديدة. وبدأ عداوة مع جيمي نوبل مما أدى إلى مباراة في فينجينس فاز بها نوبل. كما فاز أيضا بليلة مع توري استنادا لشرط سابق وضع قبل المباراة. في دبليو دبليو إي سماكداون!، بدا وكأن توري ستقوم بأعمال منزلية مع نوبل ونيديا حتى قام سوب باقتحام الغرفة وبدا مستعدا للشجار مع نوبل. ثم بدأ يعلب في فريق زوجي مع نوبل لفترة قصيرة قبل أن يغيب مرة أخرى بسبب إصابة في الكتف.
عاد غن من الإصابة في رويال رامبل 2004 وخرج من المباراة على يد غولدبرغ. وحصل أيضا على فرصة لخوض مباراة بطولة الدبليو دبليو إي ضد البطل بروك ليسنر في مباراة رويال رامبل خاصة بسماكداون. ولكنه خرج على يد الفائز في المباراة إيدى غوريرو. بعدها، بدأ يتصارع في قسم دبليو دبليو إي فيلوستي قبل أن يشكل فريقا زوجيا مع هاردكور هولي حيث بدأ فريقهم يلعب في سماكداون!. وحاول فريقهم أن يلعب مباراة على لقب بطولة دبليو دبليو إي للفرق الثنائية ضد ريكو وتشارلي هاس في جدجمنت داي إلا أنه خسرها. ثم بدأ عداوة قصيرة مع كينزو سوزوكي قبل يحاول الفوز ببطولة دبليو دبليو إي الولايات المتحدة.
في 1 نوفمبر 2004، قام الدبليو دبليو إي بفسخ عقد سوب الذي كان أحد أقدم المصارعين في المنظمة بعد الأندرتيكر وشون مايكلز. وفي يونيو، 2005، أجرى سوب مقابلة انتقد فيها بشدة منظمة دبليو دبليو إي والأحداث التي أدت إلى فسخ عقده. كما وجهه الكثير من التعليقات السلبية تجاه تريبل إتش الذي ادعى سوب أنه «يدير العرض هناك».

### توتال نونستوب أكشن ريسلينغ (2005-2009)
في 13 فبراير، 2005، ظهر سوب لأول مرة في منظمة توتال نونستوب أكشن ريسلينغ بدون اسم بيلي غن (لأنه علامة تجارية مسجلة لدبليو دبليو إي) في حدث أغينتيس أول أودز عندما ساعد جيف جاريت على الاحتفاظ ببطولة الوزن الثقيل العالمية إن دبليو إيه في مباراته مع كيفن ناش. ثم بدأ سوب باستخدام اسم نيو إيج أوت لاو وكون فريقا مع جاريت ومونتي برون اسمه «بلانيت جاريت». وقام الدبليو دبليو إي بتهديد تي إن إيه إذا واصل سوب استخدام اسم «نيو إيج أوت لاو» لذلك اختصر اسمه إلى «ذا أوت لاو».
بدأ غن حملة لجعل حليفه السابق بي.جي. جيمس لترك فريق 3لايف كرو وإعادة فريقهم القديم. في نو سرندر، أعاد سوب تسميه نفسه إلى كب جيمس وقال بأنه من ماريتا، جورجيا (مقر عائلة ارمسترونغ المشهورة بمصارعيها) من أجل التأثير على نفسية بي.جي. جيمس. ونتيجة لحملته، تسبب غن بغضب فريق 3لايف كرو منه «رون كيلنقيس وكونان». مما أدى إلى سلسلة من المباريات بين غن ومونتي برون ضد رون كيلنقيس وكونان. كما بدا جيمس محايدا بين الطرفين. كما كان بي.جي. جيمس الحكم في مباراة بين برون وغن ضد كونان ورون كيلنقيس سكرافايس، حيث تمكن سوب وبروان من التغلب على 3لايف كرو.
في سبتمبر في حدث أنبريكبال، تعاون غن مع مونتي برون لهزيمة فريق ابولو ولانس هويت. وعلى الرغم من الفوز، تجادل الشركاء بعد المباراة وكان هناك توتر واضح بينهما لأن برون لم يكن راضيا عن سلسلة الخسائر على يد 3لايف كرو. في 8 أكتوبر، 2005 في حلقة إمباكت!، أعاد غن عداوته مع 3 لايف كرو. حيث ركض إلى الحلبة بعد مباراة بين فريق 3لايف كرو وفريق كندا من أجل منع قائد فريق كندا بيتي وليامز من ضرب بي.جي جيمس. ومن ثم أنقذ جيمس من فريق كندا مرة أخرى في بوند فور غلوري. وعلى الرغم من أن كلينقيس أظهر علامات الامتنان لما فعله كب مع جيمس، إلا أن كونان ما زال متشككا في نوايا كب الحقيقية. وفي وقت لاحق من تلك الليلة، شارك غن في مباراة غانتلت لتحديد المتحدي الأول لبطولة الوزن الثقيل العالمية إن دبليو إيه. وبعد خروجه من المباراة، حاول غن عبثا أن ينقذ كيلنينقس من الخروج من المباراة إلا أن الحكام أبعدوه من الحلبة.

#### ذا جيمس جانج (2006)

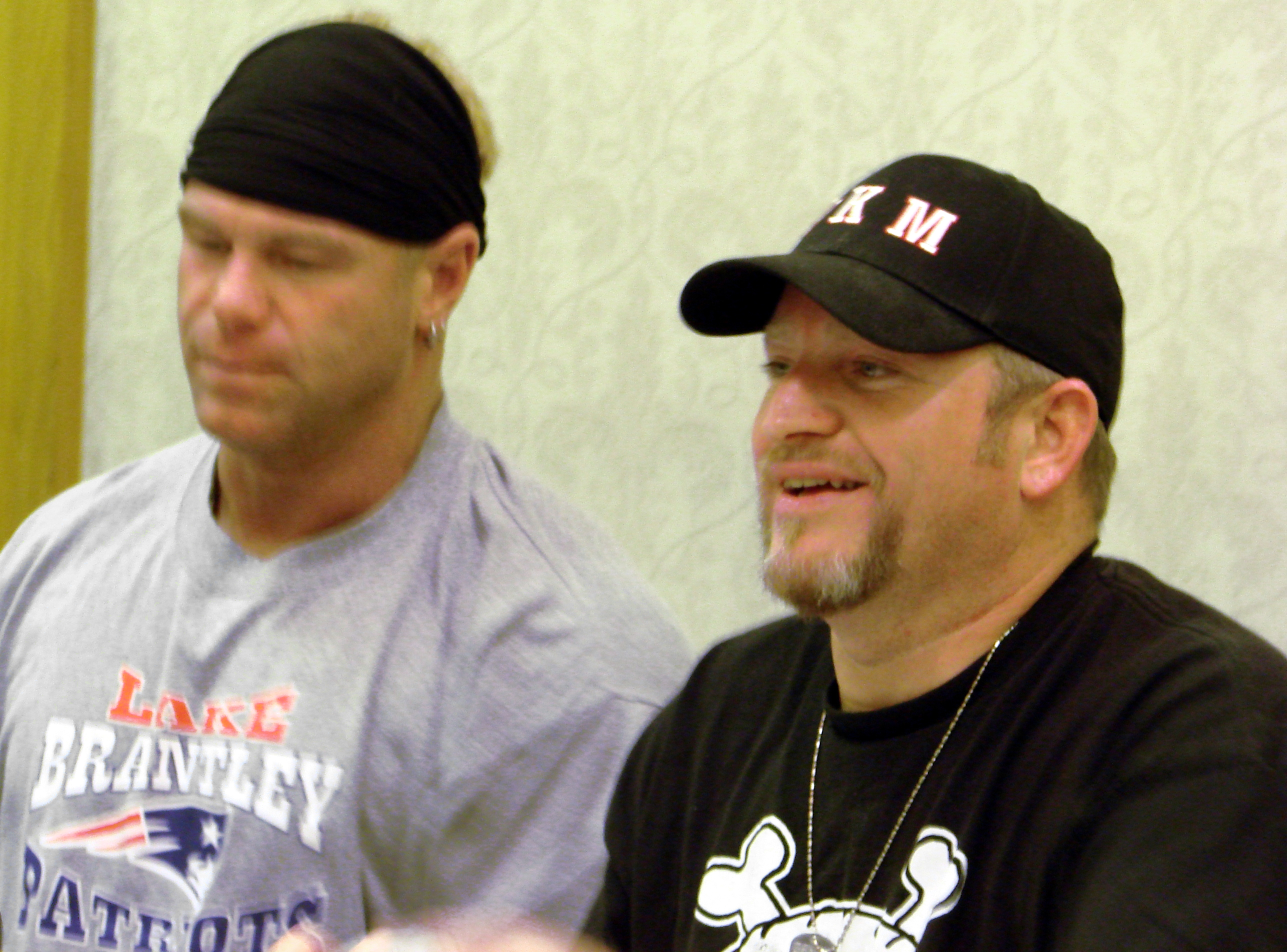
بي. جي. جيمس (يمين) بيلي غن (يسار) عندما كانا في تي إن إيه.

في حلقة 26 نوفمبر من تي إن إيه إمباكت!، قام بي.جي. جيمس بجلب كب وفريق 3لايف كرو إلى الحلبة وطلب من رون كلينقيس وكونان أن يصوتوا على انضمام كب إلى الفريق. وبعد جدال ساخن بين كونان وبي.جي. جيمس وكلينقنس، ابدى الثنائي موافقتهما وتغير اسم الفريق إلى 4لايف كرو. ولكن في تريننغ بوينت قام كونان بمهاجمة كل من كب وجيمس وكلفهما مباراتهما أمام فريق كندا وبدأ كونان في عداوة مع أفراد فريقه. بعد ذلك بوقت قصير، حاول أبو بي.جي. جيمس المصارع «بلت» بوب أرمسترونغ أن يصلح بين المجموعة لكي تحل خلافها ولكن بدلا من ذلك تعرض لهجوم من قبل كونان وفريقه الجديد لاتين أميركان إكستشينغ (إل إيه إكس): ابولو وهوميسايد. بعدها أعلن كونان أنه قطع علاقته مع كلينقيس وفريق كرو. كما بدأ كب سوب وبي.جي. جيمس في تسمية نفسيهما بـ«ذا جيمس جانج» وبدأوا عداوة مع كونان وفريق إل إيه إكس.
في نوفمبر 2006، بدأ فريق ذا جيمس جانج يبدي امتعاضه من منظمة تي إن إيه وبدأ يهدد بترك المنظمة والذهاب إلى مكان آخر إذا لم يحصلوا على بطولة. كما بدأ الاثنان في أداء حركة دي إكس كروتش في إشارة إلى فريق دي إكس الموجود في الدبليو دبليو إي. في حلقة 2 نوفمبر من إمباكت! ، هدد كب وبي جي بالاستقالة. حيث حاول كب أن يقول شيئا لإدارة منظمة تي إن إيه وقناة سبايك تي في إلا أنهم كانوا يقطعون صوت المايكرفون عنه. ثم حاول استخدام سماعات رأس المذيع، ولكن تم قطعه أيضا. ونتيجة للإحباط، بدأ كب يصرخ بصوت عال للجمهور، ولكن انقطع الصوت مرة أخرى حيث ذهب المنظمة إلى فاصل إعلاني. وعند العودة من الفاصل، قال المذيعون أن فريق «جيمس جانج» يعاني من اليأس بسبب المواهب الجديدة التي دخلت تي إن إيه. وأعلن لاحقا أن هذا كان سيناريو كتبه فينس روسو من أجل تشويق الجمهور لعودة الفريق. وظهر كب وبي.جي. جيمس في شريط فيديو على الإنترنت على موقع تي إن إيه حيث تكلموا على صاحب منظمة دبليو دبليو إي فينس مكمان.

#### ذا فودو كن مافيا (2006-2008)

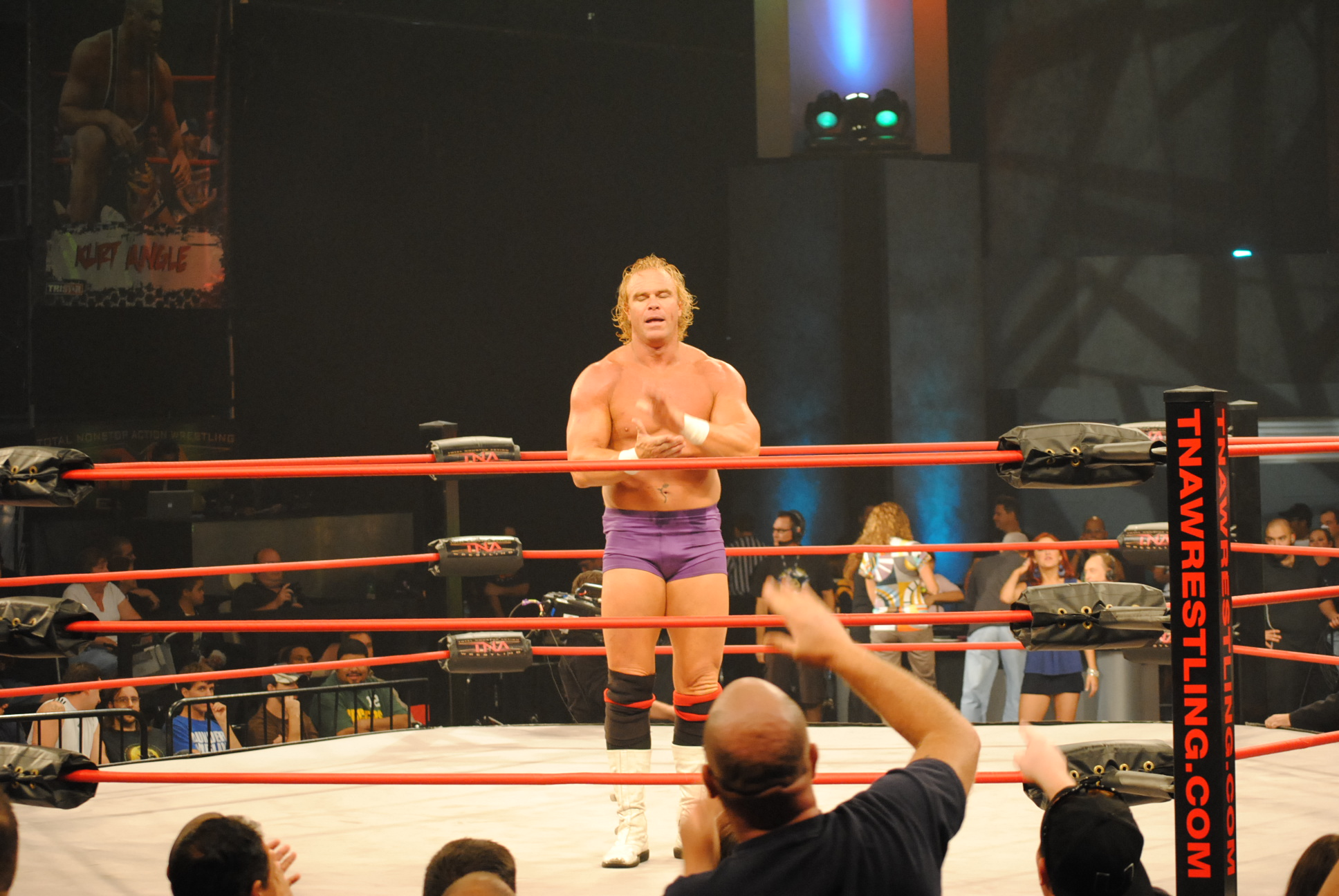
كيوت كب عام 2009

في 16 نوفمبر، وأثناء بث حلقة إمباكت! أعلن فريق ذا جيمس جانج أنهم سيغيرون اسم فريقهم إلى «فودو كن مافيا» (في كي إم)، حيث يشبه في اختصاره اسم مالك منظمة وورلد ريسلينغ إنترتاينمينت فينس كيندي مكمان. كما أعلنوا أنهم يمتلكون «القوة الإبداعية» وتعني أنهم سيفعلون ما يريدون في أي وقت. كما بدئوا يهاجمون مكمان وأعضاء فريق دي-جينرايشن إكس باستخدام اسمهم الحقيقي، حيث غيروا اسم تريبل إتش إلى «تريبل هوليوود» واسم مايكل هينكبوتوم إلى «شون كيس ماي بوتوم». كما أعلن كب أن مايكلز وتريبل إتش فاشلين كمجموعة. وبدأ الفريق عداوة مع كريستي هيمي. حيث بدأت هيمي تبحث عن فريق يقف أمام فريق في كي إم. وكان اخر فريق هو داماجا وباشام. عندما ظهروا في إمباكت! وضربوا فريق في كي إم. كما حملوا كب جيمس حتى تتمكن كريستي هيمي من صفعه. واستطاع فريق في كي إم أن يهزم داماجا وباشم في حدث سلامفيرساري. وبعد المباراة، قام لانس هويت بخيانة في كي إم. في فيكتوري رود، قام فريق في كي إم بإحضار مدير جديدة اسمها روكسي ليفكيس ولقبوها بـ«فودو كوين». في 25 أكتوبر، في حلقة من إمباكت!، لعب فريق في كي إم وإيه جي ستايلز و تومكو في مباراة خسروها أمام فريق إل إيه إكس وشتاينر براذرز. وظهروا في أحد عروض تي إن إيه الحية ولعبوا ضد فريق موتر ستي ماشين غن. حيث خسروا مباراتهم. في جينسيس 2007، ساند في كي إم روكسي في مباراة رباعية على بطولة تي إن إيه نوكأوت النسائية. حيث استعادت غيل كيم البطولة. في 21 فبراير، 2008، أنقلب كب جيمس على بي.جي. جيمس وأبوه «بلت» بوب أرمسترونغ عندما عمل حركة دي إكس كروتش.

#### ذا بيتفول بيبول والمغادرة (2008-2009)

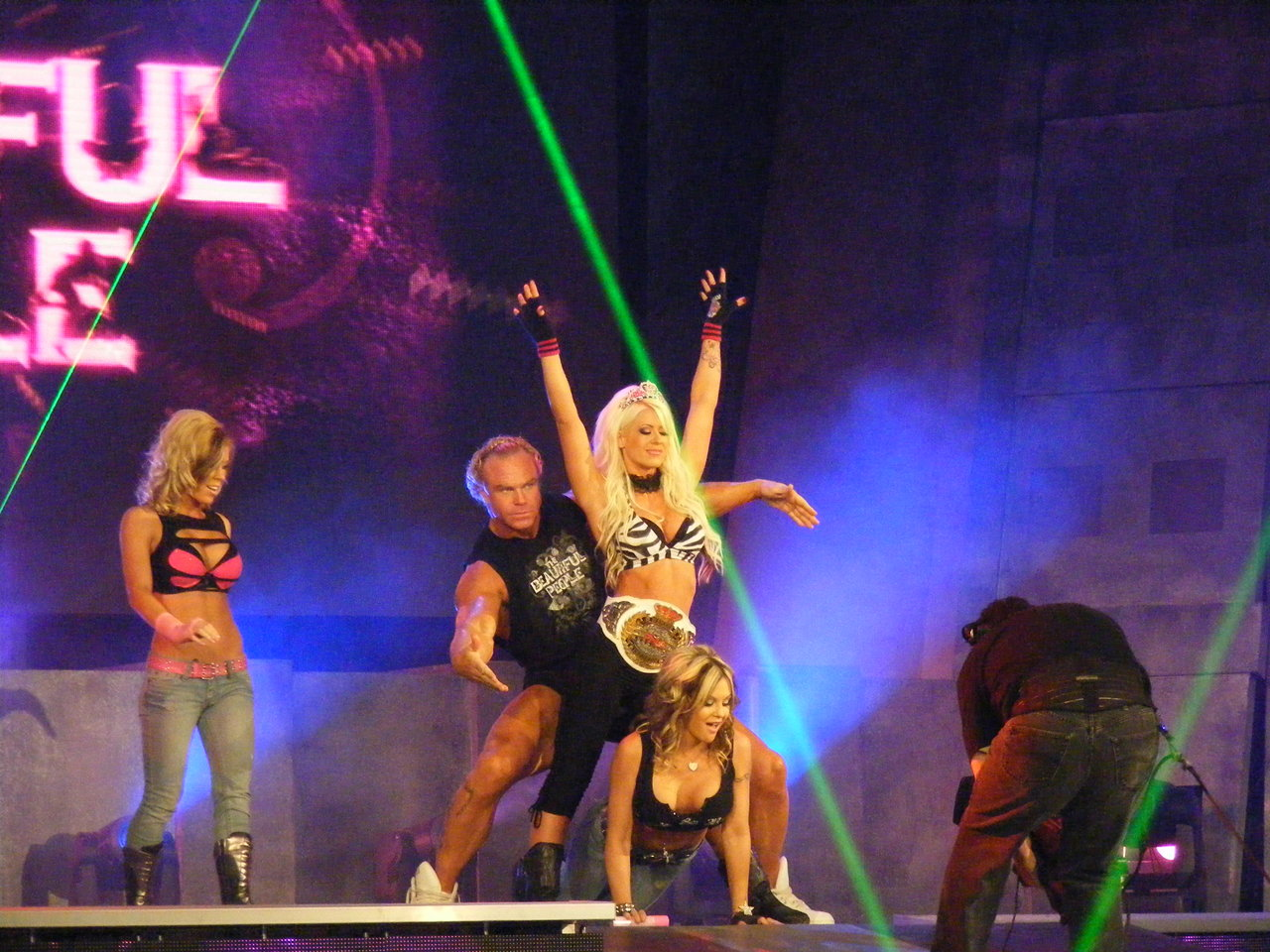
كيوت كب عندما كان عضوا في فريق ذا بيتفول بيبول.

في 13 أبريل، 2008، لعب جيمس ضد شريكه السابق بي.جي. جيمس في لوكداون حيث خسر مباراته. وبعد المباراة، مد كب يده ليصافح جيمس الذي رد بالمثل، قبل أن يقوم كب بضربه بحركة كلوزلاين وعمل حركة دي إكس كروتش. كما أعلن أنه «ميجا ستار»، وهي شخصية مصغرة لشخصية «ذاون» التي كان يستعملها في منظمة دبليو دبليو إي. توقف كب عن الظهور في إمباكت! حتى 24 أبريل. عندما تعرض لهجوم في الكواليس من قبل مات مورغان من دون سبب. بعدها بأسبوع، في إمباكت!، استطاع كب الانتقام من مورغان عن طريق مهاجمته له في الكواليس في مكتب مخرج الإدارة جيم كورنيت. في 8 مايو، 2008، أعلن جيم كورنيت عن أن مات مورغان وكيوت كب سيلعبان في دورة دوس وايلد. ولم يستطع فريقهم تحقيق الفوز. ثم اختفى كب من التلفزيون حتى 5 يونيو في حلقة إمباكت!، عندما لعب مع لانس هويت وجيمس ستورم في مباراة خسروها لصالح فريق لاتين أميركان إكسشينغ ومات مورغان.
في 14 أغسطس في حلقة تي إن إيه إمباكت!، قام فريق ذا بيتفول بيبول بإحضار كب معه إلى برنامج كارين أنجل. حيث ظهر سوب بصورة جديدة، كما أصبح مستشار فريق ذا بيتفول بيبول. وأصبح يلقب «ذا فاشونست» ويسمى بـ«كيوت كب». في حدث جينسيس 2009، أصبح كيوت كب عضوا في فريق ماين إيفنت مافيا ليلة واحدة. حيث أصبح بديلا لكيفن ناش الذي كان مصابا.
تم حذف صفحة سوب من موقع تي إن إيه في 29 ديسمبر، 2009 وهذا ما أكد فسخ عقده من قبل تي إن إيه.

### المنظمات المستقلة (2010- حتى الآن)
بعد مغادرته من تي إن إيه، أعاد سوب تكوين فريق نيو إيج أوت لاوس حيث بدئا باستعمال اسمائهم القديمة في دبليو دبليو إف بيلي غن ورود دوغ. بعد انضمامهما إلى منظمة تي دبليو إيه باورهاوس، فاز الفريق ببطولة الفرق في المنظمة في 25 يوليو إثر تغلبهما على فريق كينيدين إكستريم. غير أنهما خسراها لنفس الفريق في 5 يوليو، 2011.
في 30 يوليو، 2011، لعب سوب باسم كب غن لأول مرة في منظمة لوتشا ليبري حيث أصبح عضوًا في مجموعة ذا رايت المكروهة. لاحقًا تلك الليلة، خسر غن أول مباراة له في المنظمة أمام ماركو كوليون.

#### دبليو دبليو إي (2012- حتى الآن)
ظهر سوب في الحلقة رقم 1000 من دبليو دبليو إي راو باسم بيلي غن عندما ظهر بصفته عضوًا في فريق نيو إيج أوت لاوس مع رود دوغ جيسي جيمس حيث ظهر معهما إكس باك وانضما إلى بقية أعضاء فريق دي-جينرايشن إكس شون مايكلز وتريبل إتش.
في ديسمبر 2012، عينت منظمة دبليو دبليو إي سوب كمدرب في منظمتها التطويرية إن إكس تي ريسلينغ في تامبا، فلوريدا. في حلقة راو التي جرت في 17 ديسمبر، إعاد غن ودوغ فريق نيو إيج أوت لاوس لليلة واحدة فقط حين قدما جائزة سلامي لعودة السنة لجيري لولر.

## مظاهر إعلامية

### السيرة الفلمية
- دبل فُوري (2012) بدور وينكوت[42]

### تلفزيون
- الساحرة المراهقة سابرينا (2000) في حلقة «سالم دوتر» بدور إكزافير «ذا أفنجر» بريسكوت[42]

## الحياة الشخصية
قبل أن يكون مصارعًا، درس سوب في جامعة سام هيوستن ستيت.
في نوفمبر عام 1990، اعتقل سوب في فلوريدا بسبب تصرف منافي للأخلاق.
تزوج سوب زوجته الأولى «تاينا تاينيل» في 3 مارس، 1990. ولديهما أبنين، كولتين الذي ولد في 18 مايو، 1991. وأوستن الذي ولد في 26 أغسطس، 1993. وانفصل الثنائي في يناير عام 2000 وأصبح الطلاق نهائيا في 11 ديسمبر، 2002. تزوج سوب صديقته من زمن طويل بولا في 27 يناير، 2009.

## في المصارعة
- الحركة القاضية
  - بشخصية بيلي غن / كب جيمس
    - غنسلنغر (سويننغ سايدسلام)[3] دبليو دبليو إف/إي
    - ليغ دروب بولدوغ، أحيانا من فوق الحبال (تي إن إيه) / فايم-اس-ير[3] (دبليو دبليو إف) / فايموسور (دبليو دبليو إي)
    - ميزوري رايد بوت (تي إن إيه/الدائرة المستقلة) / ون اند أونلي[3] (دبليو دبليو إف/إي) (حركة كوبرا كلتش سلام)

  - بشخصية روكابيلي
    - إليفت دي دي تي[3]
    - ضربة بالإيتار – أخذها من هونكي تونك مان
    - شايك، راتل أند رول (حركة كسر رقبة، مع التصفيق) – أخذها من هونكي تونك مان
- حركات معروف بها
  - دروب كيك
  - فولواي سلام
  - غت بستر
  - هب توس، أحيانا يقلبها إلى حركة كسر رقبة
  - فورنت بورسلام[3]
  - ملتاري برس سلام[3]
  - بايل درايفر[3]
  - ستنيغر سبلاش[3]
  - سوبليكس بورسلام[3]
  - كتر
  - تايل-ا-ويل سلام[3]
- مع جيسي جيمس
  - دبل هوت شوت – 1997 و 1998
  - سبايك بايلدرايفر
- مدراء
  - سني
  - تشاينا
  - ريكو
  - رايان شامروك
  - ذا هونكي تونك مان
  - توري ويلسون
  - روكسي ليفكس
  - ذا بيوتفل بيبول
- الألقاب
  - «بادد اس»
  - «مستر. اس»
  - «ذا ون»
  - «ذا سوبرستار»
  - «ذا اس مان»
  - «ذا ميغا ستار»
  - «ذا فاشونست»
- أغنية الدخول
  - «سموكن» بواسطة جيم جونستون (استخدمها عندما كان يلعب مع بارت غن) – منذ 1993 حتى 1997
  - «أوه، ددنت يو نو؟» بواسطة جيم جونستون (استخدمها عندما كان يلعب مع رود دوغ) – منذ 1997 حتى 2000
  - «اس مان» بواسطة جيم جونستون – منذ 1999 حتى 2000 و 2004
  - «بريك إت داون» بواسطة فرقة دي إكس (استخدمها عندما كان يلعب في فريق دي-جينرايشن إكس) – منذ 1998 حتى 1999
  - «اي هاف غت إت أول» بواسطة جيم جونستون – منذ 2000 حتى 2002
  - «يو لووك سو غود تو مي» بواسطة جيم جونستون (استعملها عندما كان يلعب مع تشك بالمبو) - 2002
  - «نو بدي موفز» بواسطة دالي أولفير (استخدمها عندما كان يلعب مع بي.جي. جيمس)
  - «إن ماي هاوس» بواسطة دالي أولفير (استخدمها عندما كان يلعب مع بي.جي. جيمس) – منذ 2006 حتى 2008
  - «أنجل أون ماي شولدر» بواسطة دالي أوليفر[46] (استعملها عندما كان عضوا في فريق ذا بيوتفل بيبول) – منذ 2008 حتى 2009

## بطولات وجوائز
- إنترناشونال ريسلينغ فيدرايشن
  - بطولة اي دبليو إف للفرق الثنائية (مرتين)[47] – مع بريت كولت
- كايدا برو ريسلينغ
  - بطولة كايد برو للوزن الثقيل (مرة واحدة)[48]
- ماريلاند تشامبيونشيب ريسلينغ
  - بطولة إم سي دبليو للفرق الثنائية (مرة واحدة)[49] – مع بي.جي. جيمس
- برو ريسلينغ إيلوستريتد
  - بي دبليو اي وضعته في المركز الثالث والأربعون في قائمة أفضل 500 مصارع لعام 2002[50]
  - بي دبليو اي فريق السنة (1998) مع رود دوغ
  - بي دبليو اي فريق السنة (2002) مع تشك بالمبو
  - بي دبليو اي وضعته في المركز الثالث والأربعون في قائمة أفضل 100 فريق زوجي عام 2003 مع مع «ذا رود دوغ» جيسي جيمس[51]
- تي دبليو إيه باورهاوس
  - بطولة تي دبليو إيه للفرق الثنائية (مرة واحدة) مع بي. جي. جيمس[40]
- وورلد برو ريسلينغ
  - بطولة دبليو بي دبليو العالمية للوزن الثقيل (مرة واحدة)[3]
- وورلد ريسلينغ فيدرايشن/إنترتاينمينت
  - بطولة دبليو دبليو إف هاردكور (مرتين)[14]
  - بطولة دبليو دبليو إي القارات (مرة واحدة)[21]
  - بطولة دبليو دبليو إف/إي للفرق الثنائية (عشر مرات)[6] – مع بارت غن (ثلاث مرات)، مع رود دوغ (خمس مرات)، مع تشك بالمبو (مرتين)
  - كنغ أوف رينغ (1999) [16]
- ريسلينغ أوبسيرفر نيوزلترز أووارد
  - أسوء مباراة لعبت للسنة (2006) في تي إن إيه إمباكت! مباراة عكس باتل رويال[52]

## وصلات خارجية
- مونتي سوب على موقع IMDb (الإنجليزية)
- مونتي سوب على موقع قاعدة بيانات الفيلم (الإنجليزية)
- مونتي سوب على موقع دبليو دبليو إي (الإنجليزية)
- مونتي سوب على موقع CageMatch worker (الإنجليزية)
- مونتي سوب على موقع قاعدة بيانات المصارعة على الإنترنت (الإنجليزية)
- مونتي سوب على موقع عالم المصارعة على الإنترنت (الإنجليزية)
- مونتي سوب على موقع عالم المصارعة على الإنترنت (الإنجليزية)

- الموقع الرسمي لكب سوب
- صفحة كب سوب في موقع أون لاين وورلد أوف ريسلينغ